# Gedaliah Alon
Gedaliah Alon (hébreu : גדליה אלון) est un historien israélien né Gedaliah Rogozitski en 1901 à Kobryn (Empire russe) et mort le 17 mars 1950 en Israël.

## Biographie
Gedaliah Rogozitski naît en 1902 à Kobryn, alors en Pologne rattachée à l'Empire russe. En 1924, il étudie pendant un an à l'université Humboldt de Berlin, puis il émigre en Palestine mandataire en 1926 et poursuit ses études à l'université hébraïque de Jérusalem. Il rejoint plus tard le corps professoral de l'université hébraïque.
Il est récompensé par le prix Israël des études juives (en) à titre posthume trois ans après sa mort en 1953, année d'inauguration du prix.

## Ouvrages
- (en) Jews, Judaism, and the Classical World: Studies in Jewish History in the Times of the Second Temple and Talmud, traduit de l'hébreu par Israel Abrahams, Jérusalem, Magnes Press, université hébraïque de Jérusalem, 1977.
- (en) The Jews in their Land in the Talmudic Age (70-640 C.E.) traduit et modifié par Gershon Levi, Jérusalem, Magnes Press, université hébraïque de Jérusalem, 1980-1984 ; Cambridge (Massachusetts), Harvard University Press, 1989.